# Michel Giovannetti
Michel Giovannetti (Marsiglia, 30 novembre 1970) è un chitarrista francese, membro dei Superbus.

## Biografia
All'età di 12 anni si è inscritto ad un corso di chitarra. Non interessandogli, però, abbandona il conservatorio dopo due anni. Arrivato al liceo suona in vari gruppi. A 17 anni torna a conservatorio con lo scopo di studiare il jazz e il rock.
Nel 1999 ha fondato i Superbus insieme a Jennifer Ayache e François Even.

## Discografia

### Con i Superbus
- Aèromusical - 2002
- Pop'n'Gum - 2004
- Wow - 2006
- Super Acoustique - 2008 (live)
- Lova Lova - 2009